# سيرغي فاسيليفيتش يوزبتشوك
سيرغي فاسيليفيتش يوزبتشوك (1893-1959) (بالإنجليزية: Sergei Vasilievich Juzepczuk)‏ هو عالم نبات روسي.